# Abartach
Abartach (també conegut com a Ábartach, Ábhartach o simplement Abarta, el «realitzador de proeses») és un déu de la mitologia irlandesa, un dels Tuatha Dé Danann, i relacionat amb Fionn mac Cumhaill. Segons P. Monaghan, Abartach era un dels fomorians o déus de la mort, descrits com a "una raça antiga i monstruosa".

## Llegenda
En una de les històries més conegudes, Abartach aconsegueix enganyar el Fionn mac Cumhaill quan fingeix ser un home gandul que busca feina. Fionn mac Cumhaill l'accepta com a servent, poc després de succeir a son pare com a líder dels fianna, un grup de poderosos guerrers milesians. En un gest de bona fe, Abartach els dona un cavall salvatge gris que va haver de ser muntat per catorze homes abans que decidís galopar. Abartach cavalca al costat dels fianna i els porta cap a l'Altre Món, on els esperen els Tuatha Dé Danann, arrossegats vers el submón pels milesians.
Els fianna, liderats per l'ajudant de Fionn mac Cumhaill, Foltor, es fan amb el control d'un vaixell màgic i troben el cavall de l'Abartach. Foltor, el millor rastrejador dels fianna, aconsegueix navegar vers l'Altre Món i obliga l'Abartach a deixar en llibertat els guerrers fianna que estaven sota el seu poder. Per qüestions d'honor, Abartach és amarrat a la cua del cavall i portat a ròssec cap a Irlanda. No obstant això, d'acord amb la versió de P. Monaghan, és en Fionn i no el seu aprenent qui rescata els fianna de les urpes de l'Abartach. Després de la gesta heroica, en Fionn expulsa l'Abartach de les seves hosts.